# Epiplatys grahami
 Epiplatys grahami és una espècie de peix de la família dels aploquèilids i de l'ordre dels ciprinodontiformes.

## Morfologia
Els mascles poden assolir els 7 cm de longitud total.

## Distribució geogràfica
Es troba a Àfrica: Benín, Nigèria, Camerun i nord-oest de Guinea Equatorial.